# Гузун, Виктор
Виктор Гузун (рум. Victor Guzun; род. 24 апреля 1975, Драсличены, Криулянский район, МССР) — молдавский политический деятель, педагог и дипломат, с 10 сентября 2010 по 4 июля 2015 года Чрезвычайный и полномочный посол Молдавии в Эстонии.

## Биография
В 1996 году закончил Тираспольский государственно-корпоративный университет имени Т. Г. Шевченко, географический факультет. В 2002 году получил степень магистра в области международных отношений и европейской интеграции.  С 2006 по 2007 год учился в Эстонской школе дипломатии. За свою карьеру Виктор Гузун занимал должности преподавателя и заместителя директора румыно-французского лицея имени Георге Асаки, директора Центра европейских исследований, директора управления внешних связей и европейской интеграции Министерства транспорта и инфраструктуры дорог.
В сентябре 2010 года был назначен послом Молдавии в Эстонии, предшественником был Вячеслав Добындэ. В феврале 2015 года стал первым э-резидентом Эстонии по мобильному ID. В мае 2015 года закончился срок дипмиссии и 4 июля стал последним днем пребывания Виктора в должности посла Молдавии в Эстонии.

### Семья
Женат на Виорике Гузун и воспитывает сына Теодора.

## Награды
- Почётный гражданин Криулянского района Молдавии (2013)[10]
- Lääne-Viru County Silver Order of Merit (2014)[11]
- Орден Креста земли Марии 1 степени (2015, Эстония)[12][13]